# Somalia i olympiska sommarspelen 2008
Somalia deltog i olympiska sommarspelen 2008 som ägde rum i Peking i Kina. Ingen av landets deltagare erövrade någon medalj.

## Friidrott
- Huvudartikel: Friidrott vid olympiska sommarspelen 2008

Förkortningar
- Notera – Placeringar gäller endast den tävlandes eget heat
- Q = Kvalificerade sig till nästa omgång via placering
- q = Kvalificerade sig på tid eller, i fältgrenarna, på placering utan att ha nått kvalgränsen
- NR = Nationellt rekord
- N/A = Omgången inte möjlig i grenen
- Bye = Idrottaren behövde inte delta i omgången

Herrar
Bana och väg
| Idrottare              | Gren    | Heat     | Heat      | Final            | Final            |
| Idrottare              | Gren    | Resultat | Placering | Resultat         | Placering        |
| ---------------------- | ------- | -------- | --------- | ---------------- | ---------------- |
| Abdinasir Said Ibrahim | 5 000 m | 14:21.58 | 12        | Gick inte vidare | Gick inte vidare |

Damer
Bana och väg
| Samia Yusuf Omar | 200 m | 32.16 | 8 | Gick inte vidare | Gick inte vidare | Gick inte vidare | Gick inte vidare | Gick inte vidare | Gick inte vidare |